# RRR
《雙雄起義》（英語：RRR）是一部2022年上映的印度泰卢固语史诗动作片。本片由S·S·拉傑摩利执导，小NTR、拉姆·恰蘭、阿傑·德烏根、艾莉雅·巴特、絲莉婭·紗蘭、山繆拉卡尼、雷·史蒂文森、艾莉森·杜迪、奧利維亞·莫里斯主演。该片讲述了1920年代两名印度英雄反抗英国殖民的虚构故事。
本片的片名是基于泰盧固語： 转写的缩写，意为“崛起、怒吼、反抗”。影片导演S·S·拉傑摩利最终决定使用简单的RRR作为全球片名，使其拥有一个跨各种语言的通用名称。
本片以7200万美元的制作成本打破了印度电影史上的预算记录。本片在以3100万美元的票房收入打破了印度电影首映日的票房纪录。。媒體與影評界普遍給予本片正面的評價，導演、編劇、演員的表現、視覺效果、配樂、動作片段、剪輯、攝影皆獲得肯定。其中電影登場的歌曲《Naatu Naatu》更獲頒第95屆奧斯卡金像獎最佳原創歌曲獎。

## 演出
| 演員                             | 角色            | 介紹                                                               |
| 小NTR                            | 寇姆兰·毕姆     | “双雄”之一。貢德人，前往德里去营救被英军虏走的部落女孩玛莉         |
| 拉姆·恰蘭                        | 兰玛·拉朱       | “双雄”之一。表面上为殖民者当警察，实则卧薪尝胆，为武装起义争取武器 |
| 阿傑·德烏根                      | 文卡塔          | 兰玛·拉朱的父亲，训练民兵策划抗英起义                              |
| 艾莉雅·巴特                      | 西塔            | 兰玛·拉朱的未婚妻                                                  |
| 絲莉婭·紗蘭                      | 萨罗吉妮        | 兰玛·拉朱的母亲                                                    |
| 山繆拉卡尼                       | 文卡泰瓦鲁      | 兰玛·拉朱的叔叔，文卡塔的战友                                      |
| 雷·史蒂文森                      | 史考特          | 英国殖民地总督                                                     |
| 艾莉森·杜迪                      | 凯瑟琳          | 史考特总督的妻子                                                   |
| 奧利維亞·莫里斯                  | 珍妮佛          | 英国女士，寇姆兰·毕姆的恋人                                        |
| 查特拉帕蒂·塞克哈                | 詹古            | 寇姆兰·毕姆的同伴                                                  |
| 馬卡蘭德·戴司潘德                | 佩达亚          | 寇姆兰·毕姆的同伴                                                  |
| 拉傑夫·卡納卡拉                  | 文卡特·阿瓦达尼 | 尼扎姆的特别顾问                                                   |
| 拉胡爾·拉瑪克里希納              | 拉丘            |                                                                    |
| 愛德華·索恩布里克                | 爱德华          |                                                                    |
| 馬克·班寧頓 （Mark Bennington）  | 康宁汉          |                                                                    |
| 愛德華·布哈克 （Eduard Buhac）   | 杰克            |                                                                    |
| 艾瑪琳·阿朱姆 （Ahmareen Anjum） | 洛基            | 马利的母亲                                                         |
| 圖溫克·夏爾馬 （Twinkle Sharma） | 马利            |                                                                    |
| 查克里 （Chakri）                | 钦纳            | 兰玛·拉朱的兄弟                                                    |

- S·S·拉傑摩利在歌曲〈Etthara Jenda〉中特別出場。

## 制作发行
- 除少数镜头外，整部电影的拍摄于2021年8月26日完成。[6]
- 影片大部分的拍摄是在印度完成的。此外也在保加利亚和乌克兰拍摄了一些镜头。[7][8]例如片中两位男主斗舞的场景是在乌克兰基辅瑪麗亞宮拍摄的。[9][10][11]
- 两位男主小NTR和拉姆·恰蘭都为影片的四种语言进行了配音，包括泰卢固语、泰米尔语、印地语和卡纳达语。[12]
- 2021年12月9日，本片获得了印度中央电影认证委员会的放映许可。[13]
- 经历了多次推迟，影片的最终上映时间确定在了2022年3月25日。[14][15][16]
- 本片泰卢固语、泰米尔语、马拉雅拉姆语和卡纳达语版本的电影數位版权被印度流媒体平台ZEE5收购。[17]印地语、英语、西班牙语等版本的數位版权被Netflix购得。[18]2022年5月20日，本片在流媒体平台上线。[19][20]

## 票房
截至2022年5月28日，《RRR》的全球总收入超过1.5亿美元，其中来自安得拉邦和特伦甘纳邦的收入约为5400万美元。
本片在以3100万美元的票房收入打破了之前由《巴霍巴利王：磅礴終章》保持的印度电影首映日的票房纪录。在首映周末，本片全球票房收入在5900万美元到6400万美元之间，成为仅次于《巴霍巴利王：磅礴終章》的印度电影第二大首映周末。在2022年3月25日至27日的周末，《RRR》取得了全球同期最高的周末票房。。

## 对应历史人物
本片“双雄”的两位男主都是在印度历史上的真实人物，但本片的故事是虚构的。
真实历史中的寇姆兰·毕姆为一名貢德的革命领袖。他和其他贡德领导人一起组织了在海得拉巴土邦的起义。其事迹在阿迪瓦西和泰盧固的民间传说中被颂扬。
真实历史中的兰玛·拉朱为一名来自安得拉邦的革命领袖。他在英属印度的馬德拉斯省领导了一场起义。因为其在游击战中的表现，而被当地村民称为“丛林英雄”。

## 評價
《Collider》的狄耶哥·彼涅達·帕切克（英語：Diego Pineda Pacheco）將本片列入「十部世界神話迷必看的電影」名冊。

## 奬項
詳參：List of accolades received by RRR
| 年份 | 頒獎典禮               | 獎項               | 入圍者                                         | 結果       |
| ---- | ---------------------- | ------------------ | ---------------------------------------------- | ---------- |
| 2022 | 第47屆土星獎           | 最佳動作或歷險電影 | 《RRR》                                        | 提名       |
| 2022 | 第47屆土星獎           | 最佳外語片         | 《RRR》                                        | 獲獎       |
| 2022 | 第47屆土星獎           | 最佳導演           | S·S·拉查摩利                                   | 提名       |
| 2023 | 第80屆金球獎           | 最佳原創歌曲       | 《Naatu Naatu 曲：M·M·凱拉瓦尼；詞：錢德拉博斯 | 獲獎       |
| 2023 | 第80屆金球獎           | 最佳影片－非英語   | 《RRR》                                        | 提名       |
| 2023 | 第46屆日本電影學院獎   | 最佳外語片         | 《RRR》                                        | 提名       |
| 2023 | 第95屆奧斯卡金像獎     | 最佳原創歌曲       | 《Naatu Naatu 曲：M·M·凱拉瓦尼；詞：錢德拉博斯 | 獲獎       |
| 2023 | 第16屆亞洲電影大獎     | 最佳視覺效果       | 斯里尼瓦斯·莫漢                                | 提名       |
| 2023 | 第16屆亞洲電影大獎     | 最佳音響           | 阿什溫·拉賈謝卡                                | 提名       |
| 2023 | Gold House2023年度金榜 | 最佳導演獎         | S·S·拉傑摩利                                   | 榮譽提名獎 |
| 2023 | Gold House2023年度金榜 | 最佳主角獎         | 小NTR                                          | 榮譽提名獎 |
| 2023 | Gold House2023年度金榜 | 最佳原創歌曲獎     | 《Naatu Naatu》                                | 獲獎       |

## 外部連結
- 互联网电影数据库（IMDb）上《RRR》的资料（英文）